# Czigány Imre
Czigány Imre (Nyitraegerszeg, 1917. április 14. – Gímes, 1985. június 5.) gímesi esperes, plébános, meghurcolt magyar pap.

## Élete
Az elemi iskolát Nyitraegerszegen, a felső tagozatot Csekejen, és a nyitrai szlovák nyelvű állami gimnáziumban végezte. Felvették a pozsonyi szemináriumba, majd az első bécsi döntést követően, mivel magyar nemzetiségű volt, elküldték őt a teológiáról. Ekkor ment Esztergomba.
1941-ben szentelte fel Serédi Jusztinián Esztergomban. 1941-1943 között Verebélyen, 1943-1945 között Érsekújvárott volt káplán. 1945-ben Garamkövesden lett ideiglenesen adminisztrátor, majd 1946-1951 között Gútán volt káplán Csókás Károly esperes mellett. Állampolgárságot nem kapott. Önként kiment és végigjárta Csehországot a deportált hívei pasztorálására. Letartóztatották és a papság elleni koncepciós perben hallgatták ki. 1951-ben Érseklélen, majd Bacsfán volt adminisztrátor. 1952-1957 között Somorján lett adminisztrátor, de 1954-ig ellátta még Bacsfa pasztorálását is. 1957-1958-ban Királyfán, 1958-1976 között Nagysallón, ahol esperes lett, majd 1976-tól haláláig Gímesen szolgált. 
Gímesen nyugszik.